# Inspekteur der Sicherheitspolizei und des SD
Ausgangspunkt ihres Tätigwerdens war der Runderlass des Reichs- und Preußischen Ministers des Innern vom 20. September 1936, durch den mit Wirkung vom 1. Oktober 1936 im Gefüge der Sicherheitspolizei (Sipo) Inspekteure der Sicherheitspolizei (IdS) eingesetzt wurden. Sie waren bei der geplanten Verschmelzung von Sicherheitspolizei und Sicherheitsdienst der NSDAP im gesamten Reich eines der wichtigsten Instrumente. Entsprechend der Dienstanweisung sollten sie vor allem, wie es hieß, für eine „verständnisvolle Zusammenarbeit“ auf den Ebenen der Provinzen und Länder, zwischen der Sipo und den Zentralstellen der allgemeinen und inneren Verwaltung, mit den Gauleitern der NSDAP und den Dienststellen der Wehrmacht sorgen. Sie standen außerhalb der Verwaltung, waren den Oberpräsidenten bzw. jeweiligen Innenministern persönlich unterstellt und handelten nur nach deren Weisung. Grundsätzlich wurden von Beginn an nur hauptamtliche Sicherheitsdienst-Führer, in der Mehrzahl Chefs eines SD-Oberabschnitts, als Inspekteure der Sicherheitspolizei eingesetzt.

## Vorgeschichte zur Rolle von Inspekteuren
Der Einsatz von Inspekteuren im Bereich polizeilicher oder sicherheitsdienstlicher Organisationen des NS-Staates geht auf das preußische „Gesetz über die Geheime Staatspolizei“ vom 30. November 1933 zurück. Der in diesem Gesetz genannte „Inspekteur der Gestapo“ war der Leiter des jeweiligen Geheimen Staatspolizeiamtes, der zugleich die Geschäfte des Chefs der Gestapo zu führen hatte. Die vom Inspekteur zu verfolgenden Aufgaben wurden fünf Monate später in einer Durchführungsverordnung vom 8. März 1934 präzisiert. Dieser hatte als wichtigste Funktion, das Primat der Politischen Polizei innerhalb der betreffenden inneren Verwaltungsstruktur durchzusetzen und die personelle Entwicklung der Gestapo zu überwachen. Dazu war er dem preußischen Ministerpräsidenten direkt unterstellt und zugleich persönlicher Vertreter des Chefs der Preußischen Gestapo. In die eigentlichen Polizeiaufgaben war er nicht eingebunden.
Die mit diesem besonderen Amt und der Stellung eines Inspekteurs gesammelten Erfahrungen wurden 1936 bei den Verhandlungen im Reichsinnenministerium zur Ernennung Heinrich Himmlers als Leiter der Deutschen Polizei, bei den zu diesem Zeitraum erfolgten Schritten zur „Verreichung“ der Polizei, wieder aufgegriffen. Der nicht mehr zu umgehende Schritt, Himmler in das institutionelle Gefüge des Innenministeriums einzubinden erfolgte mit dem Angebot, ihn als Inspekteur dem Reichsinnenminister direkt zu unterstellen. Damit sollte die Sicherstellung der besonderen Rolle der Polizei innerhalb der übrigen Verwaltung gewährleistet werden. Da Himmler diesen Vorschlag ablehnte, wurde dieser Schritt bei der Reorganisation der deutschen Polizei nicht weiter verfolgt. Am 18. Juni 1936 erfolgte dann seine Amtseinführung als Chef der Deutschen Polizei. Dabei formulierte er im Hof des preußischen Innenministeriums in seine Antrittsrede als die vor ihm stehende Aufgabe „die Polizei zusammengeschweißt mit dem Orden der Schutzstaffel als Organisation zum Schutze des Reiches nach Innen aufzubauen“. Kurz darauf hatte Himmler die mit dieser Sonderrolle eines Inspekteurs verbundenen Einflussmöglichkeiten in seinem Runderlass vom Herbst 1936 über die „Einsetzung von Inspekteuren der Sicherheitspolizei“ wieder aufgegriffen. Vorerst erfolgte das in den preußischen Provinzen sowie den Ländern Baden, Bayern, Württemberg und Sachsen, aber für die übrigen Länder erging unmittelbar darauf ein gesonderter Erlass. Am gleichen Tag, dem 20. September 1936, hatte er bereits das Preußische Gestapa mit der Wahrnehmung der Geschäfte des Politischen Polizeikommandeurs der Länder beauftragt. Das war ein wichtiger Schritt zur Institutionalisierung des von ihm und Reinhard Heydrich verfolgten Zieles zur Aufrichtung des Maßnahmestaates.

## Inspekteure der Sicherheitspolizei (IdS)
Bereits einen Monat nach dem Erlass waren die ersten Inspekteure in Berlin (Wehrkreis III), in Stuttgart (Wehrkreis V), in Münster (Wehrkreis VI) und in Dresden (Wehrkreis IV) eingesetzt und tätig. Dabei handelte es sich anfangs ausschließlich um hohe Funktionäre des SD, in der Mehrzahl Leiter der SD-Oberabschnitte. Analoge Funktionen zum IdS hatte für die Ordnungspolizei (Orpo) der Inspekteur der Ordnungspolizei (IdO) inne, der seit 1936 für jeden Wehrkreis bestellt wurde und die Dienstaufsicht über die gesamte uniformierte Polizei ausübte. Im Zuge der Aufrüstung und Vorbereitung für den Kriegsfall wurde ab 1938 auch der polizeiliche und sicherheitspolitische Apparat den Bedingungen zur schnellen Mobilisierung und den bevorstehenden Kriegsbedingungen untergeordnet. Von ihrer räumlichen Zuständigkeit wurden deshalb die IdS den militärischen Wehrkreisen angepasst. Zum Teil betreute auch ein IdS, auf Grund personeller Engpässe zwei Wehrkreise. Obwohl es sich zunehmend als ein personelles Problem darstellte, die geeigneten und bereits eingeschworenen SD-Führer für die Besetzung der IdS-Stellen zu finden, waren Mitte 1938 bereits sieben Inspekteure eingesetzt, die für neun Wehrkreise zuständig waren. Damit wurden die IdS in den Wehrkreisen zum obersten Vertreter von Gestapo, SD und Kripo. In einem Runderlass vom 27. Juni 1938 waren ihnen zugleich umfassende Aufgaben für die regionale Mobilmachung in ihrem Zuständigkeit innerhalb der Organisationsformen der Polizei- und Sicherheitsdienste zugewiesen. Interessanterweise betrafen diese besonderen Aktivitäten vorrangig die IdS-Bereiche mit entsprechenden Grenzverläufen in Richtung Österreich, der Tschechoslowakei, nach Skandinavien und zur Sowjetunion.
Die organisatorische Angleichung der Dienststellen von Gestapo und Kriminalpolizei an die Normen der SS und des Sicherheitsdienstes sowie deren konsequente Unterordnung, bildete anfangs den Schwerpunkt der Aufgaben der IdS. Dabei stand auch die Ausrichtung des Personals in den jeweiligen IdS-Büros entsprechend der NS-Ideologie im Mittelpunkt. Unterstützt wurde das durch Schulungen und die Anerziehung von abgeleiteten Haltungen im täglichen Dienst. Ab 1938 ergänzte eine zweite Dienstanweisung die damit verbundenen Aufgaben des IdS. Aus den Erfahrungen der Entwicklungszeit der letzten Jahre wurden diese als zwei Aktionsebenen beschrieben. Zum einen die Forderung nach Ausrichtung der Polizeikräfte auf die Prinzipien der SS und zum anderen auf den weltanschaulichen Bereich, die Einflussnahme auf Verinnerlichung der NS-Ideologie. Daneben hatten die IdS auch die Durchführung der Erlasse des Sipo-Chefs zu überwachen und erhielten als Kontaktpersonen die Verbindung zu den regionalen Behörden und den Wirtschaftsvertretern aufrecht. Für die fachlichen Bereiche der Sicherheitspolizei selbst sollten sie nur Koordinierungsfragen wahrnehmen.
In diesem Entwicklungsabschnitt der IdS bestanden noch zahlreiche Überschneidungen, vor allem zur gewachsenen Struktur der SD-Oberabschnitte. Auch in der Zusammensetzung der Stäbe gab es sehr unterschiedliche gewachsene Strukturen. Jedoch bildeten sie die Schaltstelle zur Entgegennahme und Umsetzung der Weisungen des Chefs der Sicherheitspolizei und des SD. Mit dem zunehmenden Wegfall der Stellen des SD-Oberabschnittsleiters ab Sommer 1939 übernahmen die jeweiligen Inspekteure auch die Führung der SD-Unterabschnitte. An der Organisationsform der SD-Oberabschnitte orientiert, bestand ab Anfang 1939 der Vorschlag, den Arbeitsstab der IdS mit mindestens fünf Stellen zu besetzen. Dabei rangierten die HA I (Stabsgeschäfte), die HA II (Inland) und die HA III (Ausland) an erster Stelle. Im Weiteren sollten die Bereiche Personal, Schulung, Gericht und Sport abgedeckt werden.

## Inspekteure der Sipo und des SD (IdSuSD)
Die tatsächliche Umbenennung der Inspekteure mit dem ausdrücklichen Verweis auf die Priorität des Sicherheitsdienstes erfolgte dann erst zum September 1939. Dabei ist sowohl das Datum dieses Schrittes angesichts des begonnenen Krieges und der Bildung des Reichssicherheitshauptamtes (RSHA) kein Zufall. Mit dem dazu erlassenen SD-Befehl 50/39 vom 23. September erwartete Heydrich die hier tätigen Kräfte nunmehr mit allen wichtigen Erlassen des RSHA auszustatten. Darüber hinaus waren sie in den Dienstverkehr zwischen der Zentrale und den regionalen Dienststellen der Sicherheitspolizei und des Sicherheitsdienstes einzubinden. Aufgehoben wurde die bisherige Unterordnung unter die Oberpräsidenten, denn eigentlich und nun auch so verkündet, waren sie tatsaechlich „persönliche Repräsentanten des Chefs der Sicherheitspolizei und des SD in ihrem Bereich“. Spätestens damit waren die bisherigen SD-Führer in den Oberabschnitten identisch mit den Inspekteuren und erhielten ab da einheitlich die Bezeichnung als „Inspekteure der Sicherheitspolizei und des SD“ (IdSuSD). Die mit diesem Schritt erfolgte Präzisierung der Aufgabenstellung war als eine SD-interne Regelung ergangen und ihre Akteure, unabhängig von ihrer Herkunft, nunmehr fester Bestandteil des Sicherheitsdienstes. Als Leiter der regionalen Ebene hatten sie die Führung der SD-Verwaltung, seiner Finanzen, die Personal- und Stellenbesetzungen sowie die Berichterstattung zu verantworten. Für die sachlichen Tätigkeiten war jedoch das RSHA zuständig. Mit Inkrafttreten dieses Befehls wurden zeitnah von den bis 1939 eingerichteten 20 Inspekteurstellen allein 12 um- oder neubesetzt.
Die Umsetzung der im genannten Befehl festgelegten „erweiterten Aufgaben“ regelte dann ein Erlass Heydrichs vom 15. Januar 1940, der wiederum nur für den Dienstgebrauch bestimmt war. Darin wurde nochmals die „unmittelbare Unterstellung“ der IdSuSD unter den Chef der Sicherheitspolizei und des SD festgeschrieben, dass sie nur von ihm „unmittelbare Weisungen“ erhielten und auch nur ihm „unmittelbar zu berichten“ hatten. Dabei wurde zu ihren inneren Aufgaben die regelmäßige Inspektion, die weltanschauliche und SS-mäßige Schulung aller Angehörigen festgelegt. Große Teile dieses Erlasses galten der Personalisierung und Durchsetzung der Führergewalt. Von entscheidender Bedeutung dabei war, wie es im letzten Teil des Erlasses bestimmt wurde, dass der IdSuSD bei gemeinsamen Einsätzen von Gestapo, Kriminalpolizei und SD die Führung zu übernehmen hat. Das war ein entscheidender Schritt zur Vollendung der Idee eines „Staatsschutzkorps“, an deren Ende dann die Herstellung eines „Reichssicherheitsdienstes“ stehen sollte. Analog dazu überprüfte das Reichssicherheitshauptamt ab 1939 wie in den von Deutschland besetzten Gebieten in dieser Sache weiter zu verfahren ist und welchen institutionellen Charakter dort die Inspekteure einnehmen müssten. Obwohl nach der Okkupation Polens auch dort der Einsatz eines IdSuSD vorgesehen war, zeigte sich bereits nach wenigen Tagen, dass hier eine andere Form der Besatzungsmacht erforderlich ist und Heinrich Himmler entschied stattdessen in Warschau einen Befehlshaber der Sicherheitspolizei und des SD (BdS) einzusetzen. Das war der bisher für den Wehrkreis VII (München) zuständige Inspekteur, SS-Brigadeführer Lothar Beutel. Noch im November wurde auch in Krakau zum amtierenden IdSuSD, SS-Sturmbannführer Walter Huppenkothen parallel ein Kommandierender der Sicherheitspolizei und des SD (KdS), das war SS-Oberführer Karl Eberhard Schöngarth hinzugefügt. Ab Sommer 1941 wurde dort gänzlich auf die Ernennung eines Inspekteurs verzichtet. Im gleichen Jahr kam auch in den Niederlanden und Norwegen, obwohl es sich hier um „Reichskommissariate“ handelte, lediglich ein Befehlshaber der Sicherheitspolizei und des SD (BdS) zum Einsatz. Dabei zeigte sich, dass die bisherige institutionelle Form der Inspekteure unter den Besatzungsbedingungen nicht mehr den politischen Veränderungen gewachsen war. Weitere Verwerfungen, unlösbare prekäre Situationen und Ungereimtheiten bei der Durchsetzung der gewünschten Führungsansprüche auch in den errichteten Strukturen im Altreich selbst waren die Folge.
Ab 1939 wurden die Inspekteure vor allem in den von Deutschland besetzten östlichen Gebieten, neben ihren funktionellen Aufgaben, immer stärker in die Verfolgung, Aufspürung, Ausplünderung und Deportation von Juden, Sintis und Romas sowie der als „Gegner“ des Dritten Reiches deklarierten Personenkreise einbezogen. Begründet wurde dieses Herangehen durch Heinrich Himmler mit der Notwendigkeit, den Schutz des deutschen Volkstums und der Beseitigung „Fremder Einflüsse“. So ordnete er am 30. Oktober 1939 die Aussiedlung aller Juden aus den neuen Ostgebieten, aller Kongresspolen und der „besonders feindlichen Bevölkerung“ an. Die Federführung dabei war anfangs den HSSPF übertragen und die IdS sollten die dazu erforderlichen Räumungspläne vorlegen. Das sollte in einem Nah- und einem Fernplan erfolgen. Diesen Befehl konkretisierte Heydrich mit einem Schreiben vom 28. November 1939, in dem er die Verantwortung dafür den Höheren SS- und Polizeiführern, den Inspekteuren und den ihnen unterstehenden Dienststellen übertrug. Bei den speziell von den IdSuSD durchzuführenden Aufgaben gehören „neben reinen Evakuierungsmaßnahmen auch die mit der Räumung verbundenen Aufgaben. Das betraf die Abtransportplanung und deren Durchsetzung“.
Zur Vermeidung der ab 1940 immer deutlicher werdenden Überschneidung von Befugnissen, aber auch individueller Auslegung der erteilten Kompetenzen bestimmte Heydrich in seinem Erlass vom 12. Juni 1941, dass die IdSuSD nunmehr auch die Leitaufgaben der Stapoleitstellen zu erfüllen haben. Dem lag die Überlegung Heydrichs zugrunde, dass weder den Inspektoren noch den Höheren SS- und Polizeiführern das sachliche Führungsrecht vorenthalten werden darf. Dieser Schritt wurde nach einem weiteren Jahr noch mit der Übertragung der Leitaufgaben an die Inspekteure auch für die Kripoleitstellen ergänzt. Diese Herangehensweise durfte jedoch nach außen nicht bekannt werden und war deshalb nur als interne Regelung verbindlich gemacht worden. Das eigentliche Ziel blieb jedoch gleich, die IdSuSD sollten auf die Eigenständigkeit des sicherheitspolizeilichen Apparates und die Bildung einer Sonderorganisation durch die Verbindung von Polizei und SS hinarbeiten, wie es analog mit der Institution der Höheren SS- und Polizeiführer (HSSPF) und in den besetzten Ländern dann mit dem Befehlshaber der Sicherheitspolizei und des SD (BdS) und dem Kommandeur der Sicherheitspolizei und des SD (KdS), die wesentlich später ins Leben gerufen wurden, geplant war. Die Beseitigung der immer wieder auftretenden unzureichenden Autorisierung dieser Aufgabenbereiche sollte nach dem Krieg mit ihrer organisatorischen Verschmelzung wettgemacht werden.
Mit dem Erlass des Reichsführers SS vom 28. Mai 1941 wurde den IdS auch die Dienstaufsicht über die Arbeitserziehungslager (AEL) übertragen. Eine Vorreiterrolle hatte ein Jahr zuvor hierzu der Inspekteur des Wehrkreises I, SS-Oberführer Otto Rasch, gespielt, als er Mitte 1940 eine Genehmigung zur Einweisung von „Erziehungshäftlingen“ in ein in seinem Verantwortungsbereich liegendes Arbeitslager erwirkt hatte. Daraufhin übernahm die Stapoleitstelle Königsberg die gesamte Betreuung des Lagers, und das RSHA veranlasste wenige Monate später, dass Errichtung neuer Arbeitserziehungslager und ihr Betrieb nicht mehr wie bislang den Höheren SS- und Polizeiführern, sondern den IdS oblag. Lediglich die Einholung der erforderlichen Genehmigung zur Einweisung blieb in der Zuständigkeit des Reichssicherheitshauptamtes. Im Juni 1943 stellte Ernst Kaltenbrunner als neuer Chef des RSHA allerdings klar, dass die AEL als Haftstätten der Staatspolizeistellen weder den HSSPF noch den IdS unterstellt sind. Damit entfiel auch die bisherige Entscheidungsbefugnis der IdS über die Begründung neuer AEL.
Begünstigend für die Ausprägung des Machtstaates und Mangel ihrer Kompetenzen zugleich war, dass die IdS, IdSuSD, BdS, KdS und auch die HSSPF einem für die Herrschaftsstruktur des NS-Staates durchaus typischen dualen Befehlsweg unterlagen, der in dem regulären Dienstweg von den zuständigen Hauptämtern, ab 1939 dem Reichssicherheitshauptamt sowie den direkten Anweisungen der Höheren SS- und Polizeiführer bestand. Das unterstützte zwar die Koordination von der Zentrale aus, als deren direkte Vertreter Heinrich Himmler, Reinhard Heydrich und später Ernst Kaltenbrunner positioniert waren, nicht aber ihre sachbezogenen Kompetenzen, die ihnen möglicherweise tatsächlich Durchsetzungsvermögen und fachliche Substanz gebracht hätten.
Bereits am Beginn dieser Entwicklungsetappe der Inspekteure war festgelegt, wie ihr Arbeitsstab zu strukturieren war und welche Aufgabenfelder abzudecken waren. Die Anzahl der im Stab mindestens tätigen Mitarbeiter wurde je Inspekteur auf 10 bis 15 beziffert. Dazu wurde in der Dienstanweisung vom 19. Dezember 1939 bestimmt, dass sich darunter ein Adjutant und ein persönlicher Referent zu befinden hätten. Die jeweiligen Leiter der Stapo- und Kripoleitstelle sowie des SD-Leitabschnitts fungierten als Sachbearbeiter. Dazu kamen noch die Bereiche Haushaltssachbearbeitung, Personal- und Disziplinarsachen, Schulung und Sport. Die sich daraufhin bis Sommer 1940 herausbildende Struktur blieb in fast allen Regionen bis Mitte 1944 in dieser Form stabil. Regionale Unterschiede ergaben sich aus den zu erfüllenden Sachaufgaben und der Struktur des Wehrbezirkes. So umfasste der Stab des Berliner IdS im Frühjahr 1940 18 Angehörige, wohingegen der Stab in Posen mit 10 Mitarbeitern angegeben war.

## Auseinanderbrechen der Institution
Mit den letzten organisatorischen Veränderungen, der Kriegsentwicklung und damit einhergehenden Anpassungen im Sommer 1944 geschuldet, zeigten sich bereits deutliche Zerfalls- und Auflösungsprozesse innerhalb der über mehrere Jahre gewachsenen Struktur der IdSuSD. Mit dieser Phase ging eine Neufestlegung der Zuständigkeitsbereiche einher und wurde zugleich durch Heinrich Himmler zur Reorganisation der regionalen Polizei- und Sicherheitsstrukturen genutzt. Sich bisher überschneidende Zuständigkeiten wurden abgeschafft oder neu geregelt wie am Beispiel der Wehrkreise XII und IX. Mit der bereits erfolgten Einführung des Ausnahmezustandes für das gesamte Reichsgebiet wurden direkte Umwandlungen von Inspekteurstellen in Befehlshaberstellen vorgenommen. Hier traf es zuerst den Zuständigkeitsbereich für Salzburg, wo der im April 1944 als Inspekteur der Sicherheitspolizei und des SD eingesetzte SS-Brigadeführer Erwin Schulz nach einem Monat zum Befehlshaber der Sicherheitspolizei und des SD umgewandelt wurde.
Besondere Umstände der immer weiter ins Landesinnere vorrückenden Frontlinien waren es dann auch, die zur Ziellosigkeit und Überfrachtung des bisherigen Aufgabenspektrums der Inspekteursstäbe führte. So wurde im Sommer 1944 durch Führerbefehl der Zollgrenzschutz den BdS/IdS-Stäben zugeordnet, die aus dem Einsatz in den bisherigen besetzten Gebieten zurückströmenden Polizeieinheiten wurden den noch intakten Inspekteurbereichen zugeordnet. Immer weniger Entscheidungsvorgaben von der Zentrale und den HSSPF trafen in den Regionalbereichen ein, das Handeln in besonderen Notfällen wurde immer mehr zur Tagesaufgabe, bis ab Herbst 1944 die Führungsoffiziere im Bereich regionaler BdS und IdS-Strukturen ermächtigt wurden „in eigener Verantwortung“ Exekutionen von „Fremdvölkischen“ anzuordnen. Damit waren für Terror und Willkür die letzten Schranken gefallen. Bisher noch aufrechterhaltene Normen des Zusammenwirkens hatten ihre Gültigkeit verloren und führten letztendlich zum Auseinanderbrechen der IdS-Institution.